# Filips van Geldrop (1405)
Filips van Geldrop was de zoon van Filips van Geldrop (1395) en de broer van Rogier van Geldrop, van wie hij de heerlijkheid Geldrop erfde. Hij was heer van Geldrop van 1405 tot 1456.
Filips van Geldrop was hoogschout van 's-Hertogenbosch. Ook was hij heer van Obbicht en Papenhoven die, evenals Geldrop, lenen waren van de hertog van Gelre.
Hij was getrouwd met Liesbeth Henrik van Daasdonk. Hun kind was:
- Jutta van Geldrop.